# Speedy (DC Comics)
Speedy è un personaggio dei fumetti DC Comics, del quale esistono due versioni:
- Il primo, il vero nome è Roy Harper, creato da Mort Weisinger (testi) e Paul Norris (disegni). La prima apparizione è in More Fun Comics n. 73 (novembre 1941);
- La seconda è Mia Dearden, creato da Kevin Smith (testi) e Phil Hester (disegni), la sua prima apparizione come Speedy II avviene in Green Arrow (vol. 3[1]) n. 44 (gennaio 2005).

## Biografia dei personaggi

### Roy Harper
Lo Speedy originale fu Roy Harper, Jr., figlio di Roy Harper Sr., un park ranger. Roy fu cresciuto dall'indiano Arco Impavido, appartenente alla tribù Navajo, dopo la morte del padre, avvenuta mentre l'uomo salvava Arco Impavido da un incendio. Quando Roy divenne un adolescente, Arco Impavido chiese al suo amico, Oliver Queen, di prendersi cura del ragazzo. Impressionato dall'abilità di Roy per il tiro con l'arco, disciplina insegnatagli dagli indiani, Oliver lo prese come spalla. Soprannominato Speedy per la sua velocità nello scoccare frecce, Roy cominciò con grande entusiasmo la sua nuova vita di giustiziere.
Oltre a lavorare al fianco di Freccia Verde, fu anche membro dei Titani. Con lo scioglimento del gruppo originale dei Titani, Roy cadde in depressione e iniziò a fare uso di eroina. Entrò poi nella Squadra Suicida prima di tornare dai Titani. Ebbe una figlia, Liam, dalla sua nemica Cheshire, e lasciò il costume di Speedy per prendere prima quello di Arsenale e infine quello di Red Arrow.

### Mia Dearden
La seconda Speedy fu Mia Dearden, un'adolescente dedita alla prostituzione, che fu salvata da Freccia Verde. La ragazza intuì la sua vera identità, quella del miliardario Oliver Queen, e fu addestrata nel tiro con l'arco, riuscendo successivamente a convincere Oliver a farla diventare la nuova Speedy. Indossò il mantello per la prima volta in Green Arrow (vol. 3) n. 45. La ragazza si unì poi ai Titani, ma lasciò il gruppo in un secondo momento.

## Poteri e abilità
Speedy, come Freccia Verde, ha un'ampia gamma di frecce truccate: tra queste, frecce soporifere e frecce esplosive. Oltre alle eccellenti doti di arciere, è abile nelle arti marziali corpo a corpo, come judo, kickboxing e karate.
Nei panni di Arsenale, Roy Harper ha mostrato di essere in grado di utilizzare molte armi diverse: pistole, manganelli e boomerang. È anche un maestro di Moo Gi Gong, che gli permette di utilizzare qualsiasi oggetto come arma, conosce il giapponese e il russo.

## Altre versioni

### Speedy in Terra-Due
Nell'universo alternativo di Terra-Due, Speedy è membro dei Sette Soldati della Vittoria e dell'All-Star Squadron con il suo mentore Freccia Verde. La loro storia è un parallelo con quella narrata in Terra-Uno fino al punto in cui Speedy e Freccia Verde, insieme ai loro compagni di squadra, vengono inviati in diversi periodi di tempo mentre combattono contro Nebula Man. Speedy e compagni vengono recuperati dalla Justice Society of America e dalla Justice League of America per salvare Terra-Due dalle macchinazioni di Iron Hand. Anni dopo essere tornato al presente, Speedy si ritirò e non comparve più.

## Altri media
- La prima apparizione televisiva di Roy/Speedy è nel segmento dedicato ai Teen Titans della serie animata The Superman/Aquaman Hour of Adventure, dove è doppiato da Pat Harrington, Jr..
- Speedy è spesso apparso nella serie animata Teen Titans, dove è doppiato da Mike Erwin. Il suo vero nome non viene rivelato, ma l'aspetto fisico è basato su quello di Roy Harper.
- Un'altra apparizione di Roy, sempre nei panni di Speedy, è nel cartone Justice League Unlimited, episodio 2x07. Ha un aspetto più adulto e si definisce "ex-partner" di Freccia Verde. Come in Teen Titans, è doppiato da Mike Erwin.
- Speedy compare in Batman: The Brave and the Bold, nell'episodio 1x07 "Il risveglio del caduto", doppiato da Jason Marsden. Batman, in forma di spirito, possiede il corpo di Roy per chiedere a Freccia Verde di dissotterrare la sua bara. Appare poi in "Assistenti alla riscossa!", dove combatte contro Ra's al Ghul.
- Mia Dearden appare nella nona stagione della serie televisiva Smallville, dove è interpretata dall'attrice Elise Gatien. Il personaggio è presente in due episodi, Fuoco incrociato (#6) e Il discepolo (#10). Come nei fumetti, è una ragazza fuggita di casa e dedita alla prostituzione per sopravvivere. Oliver Queen la nota durante un incontro di boxe mentre Mia lotta sul ring e resta impressionato dal suo modo di combattere: resosi conto della sua difficile situazione, la prende sotto la sua ala. Mia tradisce brevemente Oliver per un uomo di nome Ricky (Michael Adamthwaite), a cui deve dei soldi. Comunque, Oliver, insieme a Lois e Mia, riuscì a debellare Ricky, grazie anche all'intervento dell'alter-ego di Clark, la Macchia. Nonostante il tradimento, Oliver vuole ancora mantenere la sua promessa di aiutarla. Successivamente, Mia viene a sapere della sua identità come Freccia Verde e inizia ad allenarsi con lui, sebbene nella serie non sia ancora diventata Speedy. Indossa vestiti rossi e gialli, gli stessi colori del suo costume da supereroe, ma ha capelli castani, al contrario dei fumetti, in cui è bionda. Ha però indossato una parrucca di questo colore quando lavorava come prostituta.
- Roy Harper è un personaggio principale del cartone animato Young Justice, dove compare sia come Speedy che come Red Arrow. È doppiato da Crispin Freeman.
- Colton Haynes dà il proprio volto a Roy nella serie TV Arrow.[5] Nella versione italiana è doppiato da Gabriele Patriarca (nella prima stagione) e da Andrea Mete (nel ridoppiaggio della prima stagione e nella seconda stagione). Appare per la prima volta in Ladro di gioielli (1x15), nei panni di un ladro che ruba la borsa di Thea Queen; poi in "Ritorno della Cacciatrice" (1x17) e "Ultima vittima" (1x18), dove inizia a lavorare nel night club di Oliver. Nell'episodio 1x20 decide di trovare Freccia Verde per ringraziarlo di avergli salvato la vita durante una delle sue missioni. Roy viene promosso a personaggio regolare nella seconda stagione della serie.[6] Inoltre, la sorella minore di Oliver, Thea Queen (Willa Holland, doppiata da Ilaria Latini), che intraprende una relazione con Roy, è soprannominata "Speedy".[7] Il personaggio, ispirato in parte a Mia Dearden, in seguito entrerà nel team Arrow dopo aver tagliato i legami col mentore (e padre naturale) Malcolm Merlyn.